# Dzidosz
Dzidosz (Rhaphigaster) – rodzaj pluskwiaków z podrzędu różnoskrzydłych i rodziny tarczówkowatych.
Pluskwiaki o ciele wydłużonym i znacznie ku przodowi zwężonym w zarysie i pozbawionym owłosienia. Punkty na powierzchni ciała są gęsto rozmieszczone i miejscami skupiają się. Głowa zaopatrzona jest w słabo wypukłe oczy, a jej część przed nimi jest wydłużona. Przedplecze ma nieco odstające kąty boczne (rogi) i wykształcone w formie żebra krawędzie boczne. Środkiem śródpiersia, między biodrami biegnie żebro, które na przedzie jest wyższe niż z tyłu. Na pleurytach zatułowia wyraźnie widać ujścia gruczołów zapachowych zaopatrzone w krótkie kanaliki wyprowadzające. Odwłok ma na trzecim sternicie skierowany w przód, długi, sięgający do bioder odnóży przedniej pary wyrostek. Ubarwienie listewki brzeżnej odwłoka cechuje obecność ciemnych plam przy przednich i tylnych brzegach poszczególnych segmentów.
Rodzaj ten w palearktyce reprezentują dwa gatunki, z których w Europie, w tym w Polsce stwierdzono tylko R. nebulosa.
Takson ten wprowadził w 1833 roku Francis de Laporte de Castelnau. Obejmuje 4 opisane gatunki:
- Rhaphigaster brevispina Horváth, 1889
- Rhaphigaster genitalia Yang, 1934
- Rhaphigaster haraldi Lindberg, 1932
- Rhaphigaster nebulosa (Poda, 1761) – dzidosz mglisty